# Дом писателей (Таллин)
Та́ллинский Дом писа́телей (эст. Tallinna Kirjanike maja) — здание в Старом городе Таллина, столицы Эстонии, по адресу улица Харью 1 (Harju tn 1 / Vana-Posti tn 1). Зданием владеет Союз писателей Эстонии.
Пятиэтажное здание построено на разрушенной в ходе мартовской бомбардировки 1944 года улице Харью, строительство завершено 5 декабря 1962 года. Архитекторы Аугуст Вольберг и Хейли Вольберг спроектировали здание в стиле популярной в то время скандинавской модернистской архитектуры, которая делала упор на использование натуральных материалов и учёт специфики окружающей среды.

## Архитектура
Длинный фасад здания покрыт терракотовой штукатуркой традиционным способом. В качестве модернистского элемента на фасаде расположены симметричные ряды окон. На трёх этажах располагаются более просторные, чем обычно, квартиры (3—4 комнаты) с кабинетами. Вид из комнат ориентирован на зелёную зону церкви Нигулисте.
Остроугольная двускатная крыша соединяет здание со средневековой атмосферой Старого города. Однако в целом здание явно отличается от соседних, его большие стеклянные поверхности контрастируют со средневековыми зданиями. Широкие витрины на первом этаже здания отсылают к возрожденной в период «оттепели» культуре потребления. На первом этаже работает книжный магазин, в советское время носивший название «Лугемисвара» («Lugemisvara» — букв. «Литературное богатство»), в настоящее время  — «Рааматукой» («Raamatukoi»  — букв. «Книжная моль» или «Книжный скупец»).
Асимметричные окна на углу улиц Харью и Нигулисте контрастируют со строгой регулярностью окон главного фасада. В этой стороне здания в советское время располагались кабинеты Союза писателей Эстонской ССР и зал для собраний. Угол здания, выходящий на улицу Вана-Пости, украшен просторными окнами, которые соединяют расположенное на трёх этажах знаменитое кафе «Пегас». 
Несовместимость модернистского облика Дома писателей с общим обликом Старого города изначально вызвала резкую критику. Однако в конце 1950-х годов, когда было спроектировано здание, архитектор предполагал, что сторона улицы Харью возле церкви Нигулисте вскоре также будет застроена — в этом случае большая однородная площадь фасада Дома писателей, не соответствующая облику Старого города, не так бросалась бы в глаза, как сейчас.
На боковом фасаде здания в 1972 году был установлен барельеф председателя правления Союза писателей ЭССР в 1953—1971 годах Юхана Смуула (скульптор Матти Варик, архитектор Аллан Мурдмаа).
Высота здания — 24 м, объём — 20406 м³, площадь под зданием — 1489 м², закрытая нетто-площадь здания — 5031 м², площадь общего пользования — 1018,3 м².

## Интерьер

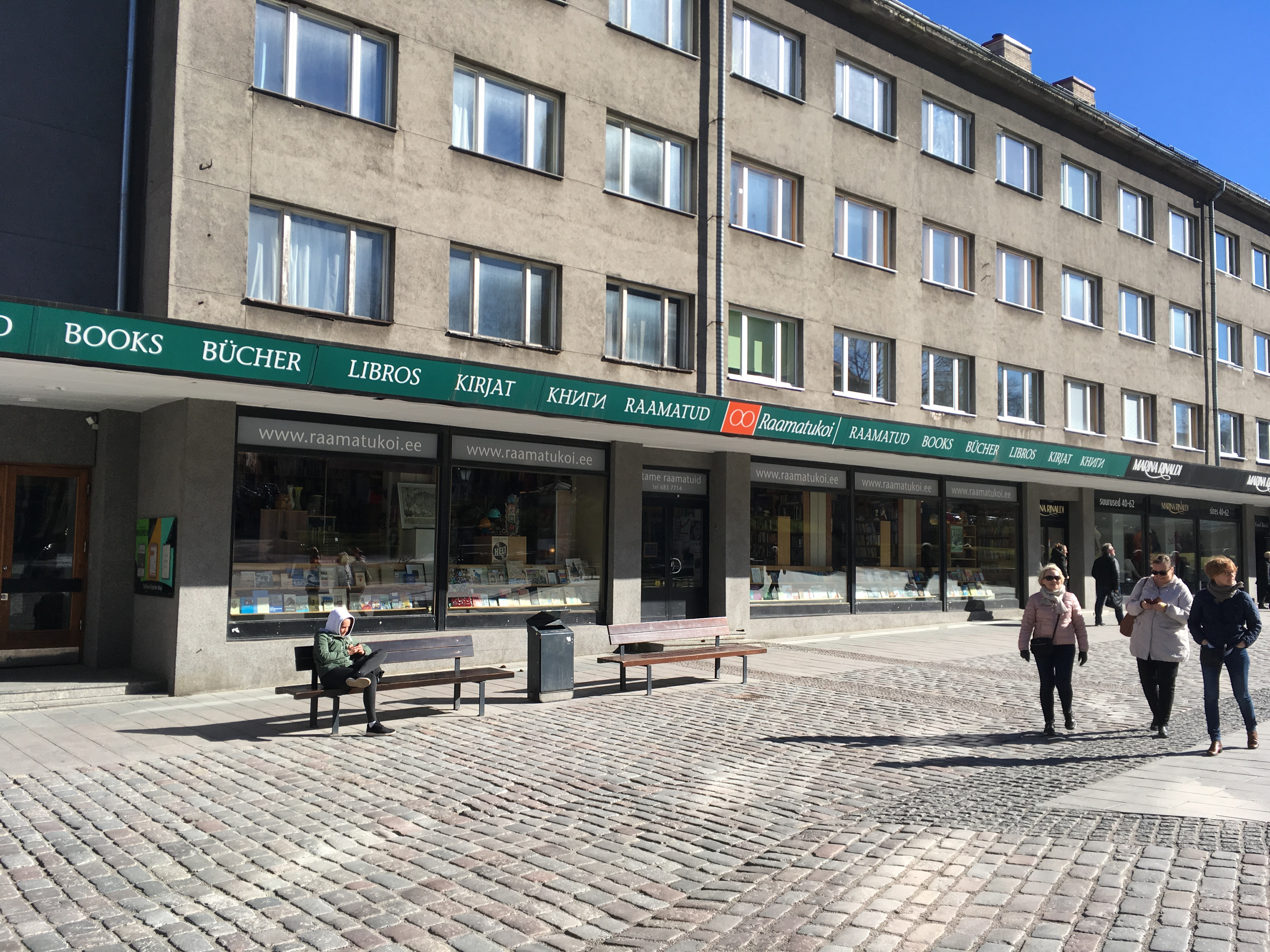
Книжный магазин «Рааматукой», 2018 год

Дом писателей изначально представлял собой многофункциональное здание, в котором разместились квартиры, правление Союза писателей ЭССР, редакция журналов «Лооминг» («Looming» — «Творчество») и «Библиотеки “Лооминга”», Эстонское республиканское отделение Литературного фонда СССР, Бюро пропаганды художественной литературы Союза писателей ЭССР, кафе «Пегас» и один из крупнейших книжных магазинов Таллина. Почти те же функции здание выполняет и в настоящее время, а кафе «Пегас» стало рестораном.
Дизайн интерьера был поделен между несколькими эстонскими архитекторами интерьера, которые, используя модернистский формальный язык, предложили свежие и эффектные решения для помещений. Интерьеры помещений Союза писателей и его редакции были спроектированы архитектором интерьеров Велло Ази . И конференц-зал на 250 мест, и офисные помещения были выполнены с использованием простых, но ярких цветовых контрастов: чёрный потолок, белые стены и красная мебель.
За период 1963—1980 годов в зале Дома писателей состоялось около 400 литературных мероприятий.
В 1960-е годы в зале с чёрным потолком демонстрировались «комнатные» театральные постановки Вольдемара Пансо, что имело большое значение в театральном новаторстве того времени. Зал Дома писателей и в настоящее время остаётся важным центром эстонской культурной жизни. 
Эффектно оформлен и вестибюль Дома писателей, освещаемый со двора симметрично расположенными круглыми окнами.
Дизайн интерьера книжного магазина разработала Лейла Пяртельпоэг.

## Кафе «Пегас»

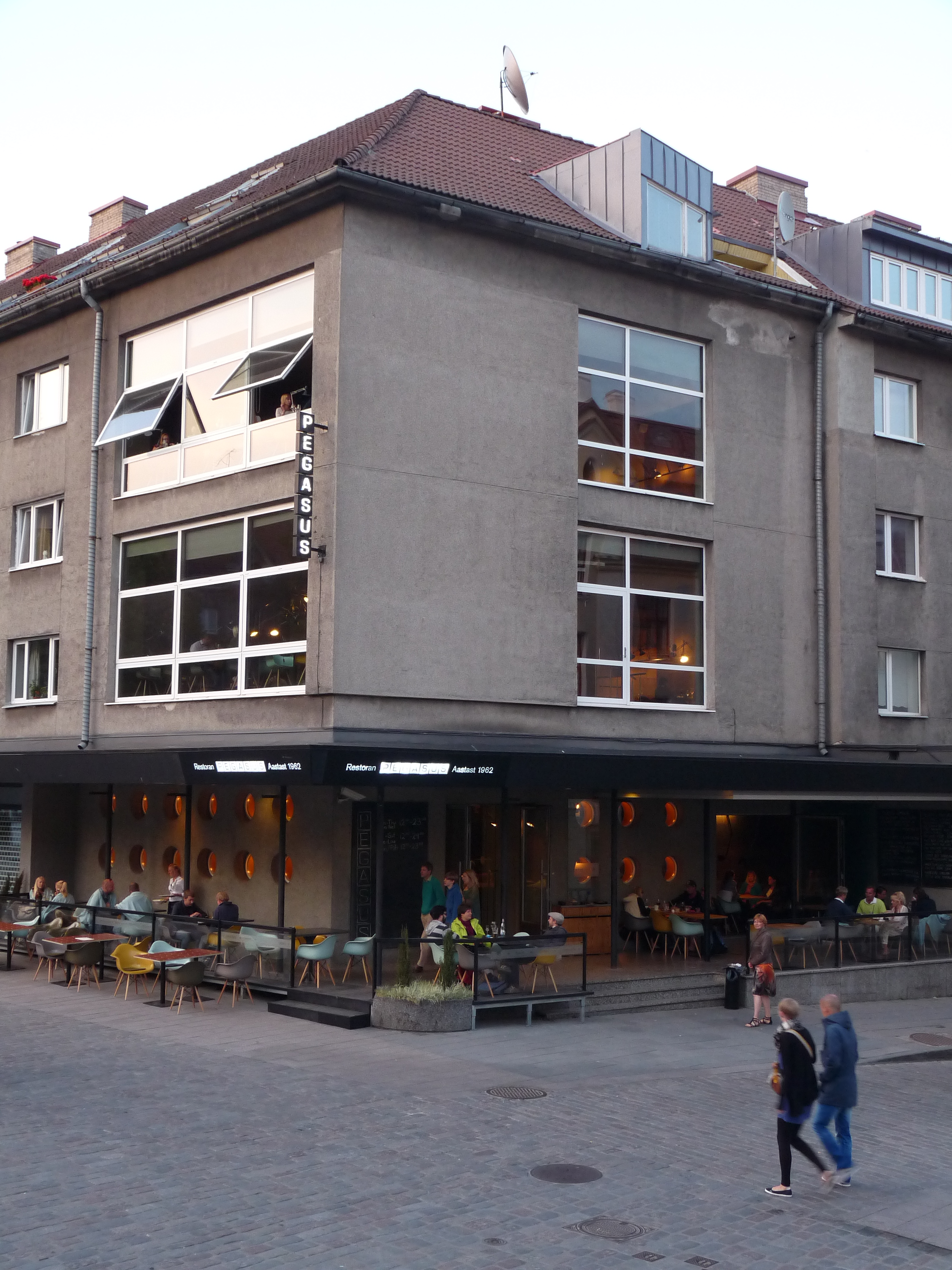
Ресторан «Пегас» в 2014 году

Самое популярное место в Доме писателей в советское время — кафе «Пегас» («Pegasus») — спроектировали три эстонских архитектора интерьера — Вяйно Тамм, Лейла Пяртельпоэг и Аллан Мурдмаа.  Его конические настенные светильники и фанерная мебель были основой невиданного ранее в то время интерьера. 
Будучи излюбленным местом молодёжи и творческой интеллигенции, «Пегас» был важным центром литературной и художественной жизни. В кафе проходили многочисленные выставки, на которых были представлены самые новаторские творения того времени. Большое значение в истории развития эстонского поп-арта имела выставка творческой группы «SOUP» в «Пегасе» в 1969 году, на которой молодые Андо Кесккюла, Андрес Тольтс, Леонард Лапин и другие художники впервые представили свои скандальные работы. В следующем году они появились перед общественностью вместе с группой «Visarid» под руководством художника Кальо Пыллу. Вдохновленный новаторской обстановкой кафе, Леонард Лапин создал комикс «Радость жизни, мнения и бессмысленная смерть Бенно Бладикорна в кафе “Пеларгия”» (1970, Эстонский художественный музей).
После восстановления независимости Эстонии кафе «Пегас» закрылось на ремонт и было на грани ликвидации. Осенью 2000 года в отреставрированных помещениях открылся ресторан «Пегас». Дизайн его интерьера современный и минималистичный и, по мнению профессора искусств Марта Калма, хорошо соответствует первоначальному духу этого места, который был повреждён в ходе предыдущего ремонта. На первом этаже ресторана в ходе ремонта был вырезан дополнительный ряд окон, который превратил бывший гардероб в уютную барную зону. Единственное, что отсутствует — это скульптура из алюминия на пятом этаже (автор Эдгар Вийес) — первая абстрактная скульптура в общественном пространстве Эстонии.

## Известные жители дома
По утверждению одного из жителей таллинского Дома писателей, это был «диссидентский» дом, в котором «не было ни одного человека, который был бы сторонником советского духа». В доме проживали известные представители эстонской культуры и политики:
- Энн Ветемаа
- Пауль Вийдинг
- Юхан Вийдинг
- Виллем Гросс
- Ээрик-Нийлес Кросс
- Яан Кросс
- Пауль Куусберг
- Уно Лахт
- Михкель Мутть
- Эллен Нийт
- Айно Первик
- Михкель Рауд
- Пирет Рауд
- Рейн Рауд
- Эно Рауд
- Антс Саар
- Аугуст Санг
- Елена Скульская
- Аксель Тамм
- Андрес Таранд
- Индрек Таранд